# Emmerik De Vriese
Emmerik De Vriese (Knokke-Heist, 14 febbraio 1985) è un calciatore belga, centrocampista dell'Antonia.